# Anomalon texanum
Anomalon texanum là một loài tò vò trong họ Ichneumonidae.